# Станишівський Поруб
Станишівський Поруб (або Поруб) — історична місцевість Житомира, колишнє село.

## Розташування
Станишівський Поруб розташований на південно-східній околиці Житомира, в межах Корольовського адміністративного району. Знаходиться вздовж вулиць Івана Гонти та Слобідської. Із заходу та півночі до Станишівського Порубу примикає історична місцевість (колишній хутір) Друга Смолянка; зі сходу та південного сходу прилучаються землі Станишівської сільської громади. В межах Станишівського Порубу знаходиться також історична місцевість, колишній хутір Солдатська Слобідка, а також мікрорайон з неофіційною назвою «Паперова фабрика».

## Історичні відомості
Місцевість відома з другої половини XVIII ст. як передмістя. Здавна промислом місцевих жителів вважалася вирубка лісу, чим і пояснюється назва місцевості. На трьохверстовці Шуберта 1867-1875рр. місцевість показана вкритою лісом. Залишки лісу наявні тепер — уздовж берегової лінії річки Тетерів, а також на північний схід від мікрорайону «Паперова фабрика». 
Забудова села почала формуватися уздовж стародавньої дороги на Кодню через Станишівку.
У 1920 — 1971 рр. село входило до складу Станишівської сільської ради, за виключенням 1941 р., коли село перебувало у складі Слободо-Селецької сільради. В 1930 році Станишівська сільська рада, у тому числі підпорядковане ній село Станишівський Поруб, разом з іншими населеними пунктами, передане в управління Житомирській міській раді. У 1971 році Станишівський Поруб приєднано до міста Житомира.
Наприкінці 1950-х — початку 1960-х років на колгоспних землях села здійснювалось будівництво паперової фабрики, заснованої у 1962 році. На початку 1960-х рр. на протилежній стороні тодішньої вулиці Поруб (нині вулиця Івана Гонти) збудовано квартал з багатоквартирних житлових будинків для працівників паперової фабрики. Декількома роками пізніше збудовано дитячий садок-ясла.
У 1981 році по вулиці Івана Гонти (тодішній Карла Маркса), зі Смолянки до паперової фабрики продовжено тролейбусну лінію. Відкрито маршрут №8 «Паперова фабрика — пл. Перемоги».
У 1990-х роках обабіч вулиці Слобідської здійснювалось будівництво 5-10-поверхових багатоквартирних будинків.

## Сучасність

### Топонімічні об'єкти
- Станишівський майдан;
- вулиця Івана Гонти (від хутряної фабрики до кінця вулиці);
- Слобідська вулиця;
- Комерційна вулиця;
- Паперовий провулок;
- провулок Івана Гонти;
- 1-й Смолянський провулок;
- 2-й Смолянський провулок;
- 3-й Смолянський провулок;
- 4-й Смолянський провулок;
- 5-й Смолянський провулок.